# Wald (Hohenzollern)

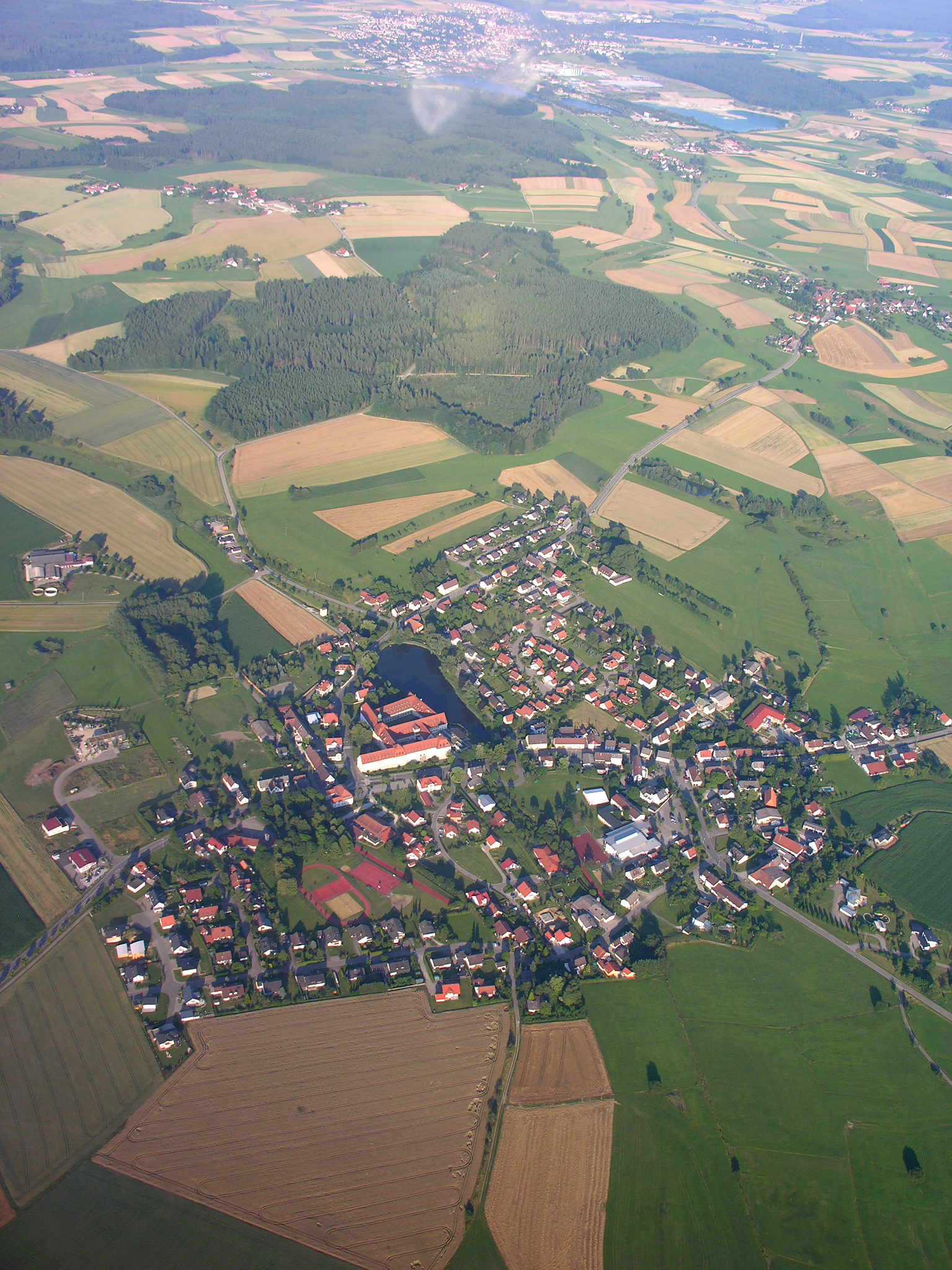
Luftbild (2008)

Wald ist eine Gemeinde in Baden-Württemberg und gehört zum Landkreis Sigmaringen.

## Geographie

### Geographische Lage
Wald liegt 20 Kilometer nördlich des Bodensees in der südlich der Schwäbischen Alb vorgelagerten Endmoränenlandschaft der letzten Eiszeiten, jeweils etwa acht Kilometer von den Städten Meßkirch und Pfullendorf entfernt. Der niedrigste Punkt des Gemeindegebietes liegt nördlich des Ortsteils Walbertsweiler bei 628 Meter ü. NN, der höchste mit 689 Metern ü. NN im Ortsteil Rothenlachen. Die Gemarkungsfläche umfasst rund 4387 Hektar (Stand: 31. Dez. 2014). Das Gemeindegebiet wird hauptsächlich durch den Ringgenbach, den Kehlbach, den Lindenbach, den Riedlebach und den Burraubach entwässert. Der gestaute Riedlebach speist den zum Kloster gehörenden Weiher in der Ortsmitte.

### Nachbargemeinden
|           | Meßkirch                                    | Krauchenwies |
| Sauldorf  | Kompassrose, die auf Nachbargemeinden zeigt |              |
| Hohenfels | Herdwangen-Schönach                         | Pfullendorf  |

### Gemeindegliederung
Die Gemeinde besteht aus dem Kernort Wald und den Ortsteilen Glashütte, Hippetsweiler, Kappel, Reischach, Riedetsweiler, Rothenlachen, Ruhestetten, Sentenhart und Walbertsweiler.
Zu einigen Teilgemeinden gehören noch räumlich getrennte Wohnplätze mit eigenem Namen, die jedoch meist nur wenige Einwohner haben. Dies sind Allmannshofen, Binderhöfe, Bohlerhöfe, Burraumühle, Löcherberg, Oberkappel und Steckeln.
| Wappen         | Ortsteil       | Einwohner (Stand: 31. Dez. 2014) | Fläche (Stand: 31. Dez. 2014) |
| -------------- | -------------- | -------------------------------- | ----------------------------- |
| Wald           | Wald (Kernort) | 1000                             | 827,47 ha                     |
| Glashütte      | Glashütte      | 107                              | 178,66 ha                     |
| Hippetsweiler  | Hippetsweiler  | 182                              | 348,73 ha                     |
| Kappel         | Kappel         | 111                              | 334,66 ha                     |
| Reischach      | Reischach      | 68                               | 217,61 ha                     |
| Riedetsweiler  | Riedetsweiler  | 85                               | 203,61 ha                     |
| Rothenlachen   | Rothenlachen   | 43                               | 217,26 ha                     |
| Ruhestetten    | Ruhestetten    | 177                              | 643,29 ha                     |
| Sentenhart     | Sentenhart     | 353                              | 575,80 ha                     |
| Walbertsweiler | Walbertsweiler | 643                              | 839,57 ha                     |

### Schutzgebiete
In Wald gibt es mit den Gebieten Ruhestetter Ried und Egelseewiesen zwei Naturschutzgebiete.
Um das Naturschutzgebiet Ruhestetter Ried liegt zudem das Landschaftsschutzgebiet Ruhestettener Ried. Beide gehören zum FFH-Gebiet Riede und Gewässer bei Mengen und Pfullendorf.

## Geschichte

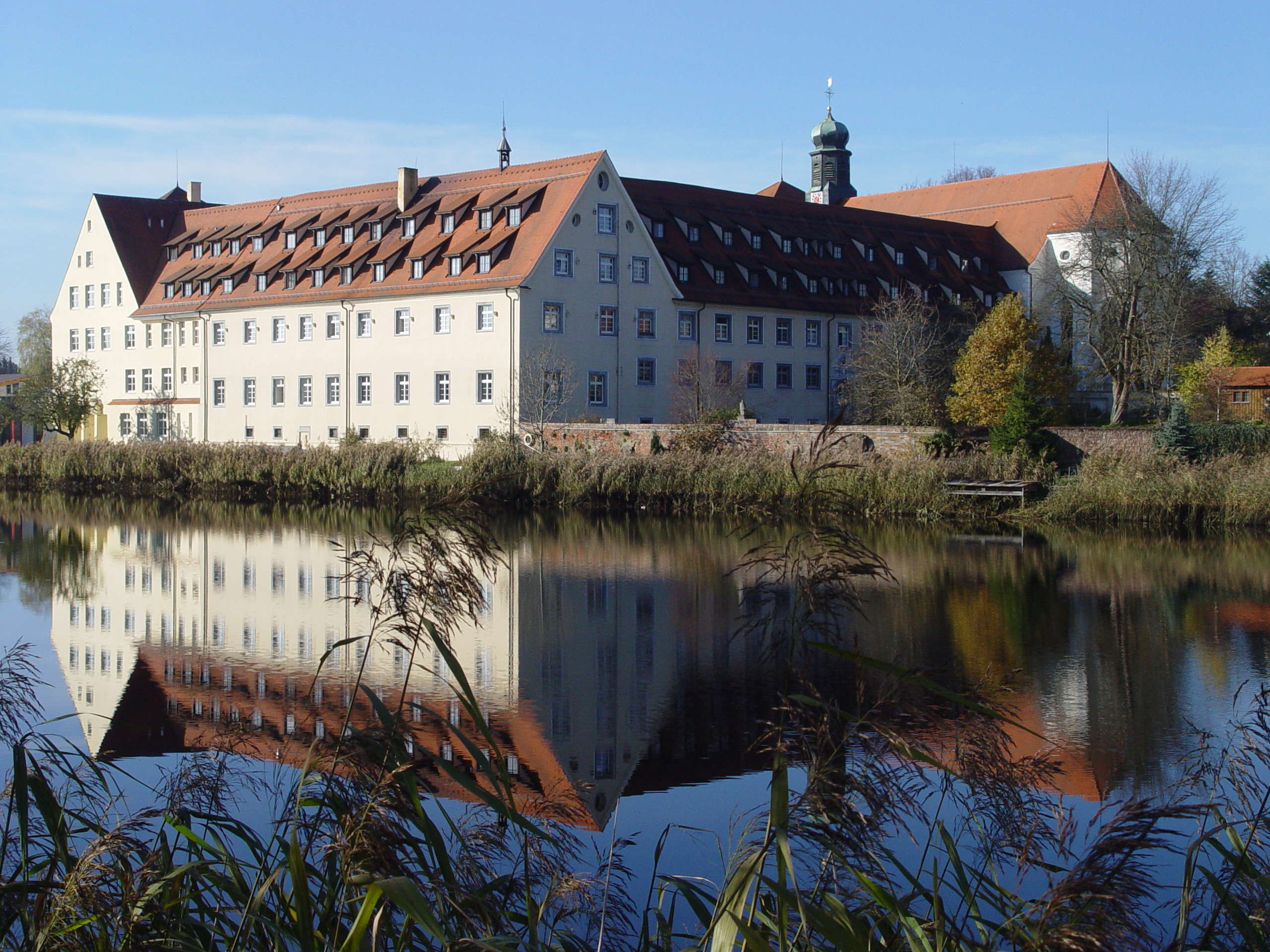
Südansicht des Klosters Wald mit Klosterweiher

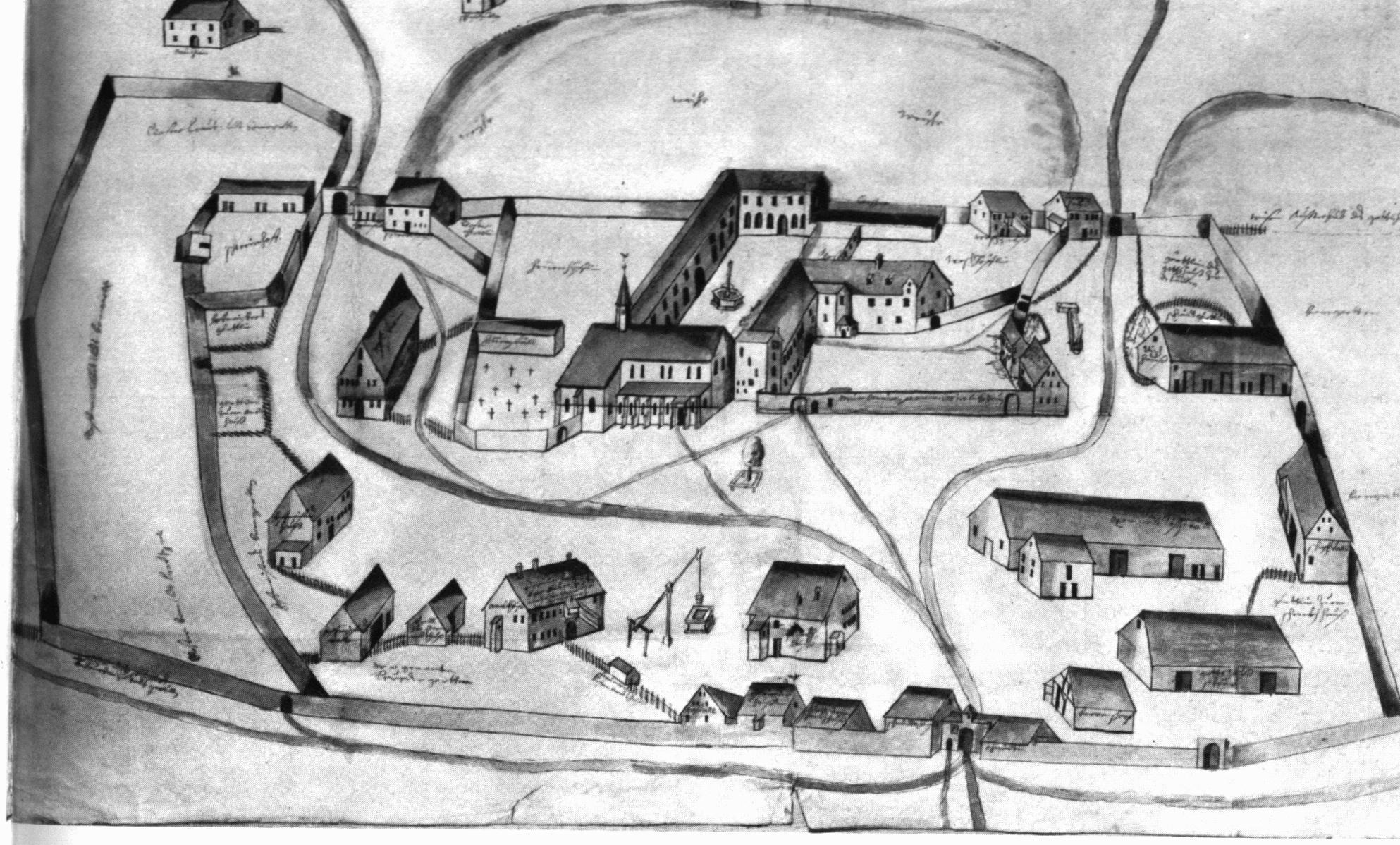
Klosterkirchenanlage (Bild um 1685)

Bereits aus vor- und frühgeschichtlicher Zeit fanden sich in der Gegend Siedlungsspuren. So fanden sich im Egelseemoor beim Ortsteil Ruhestetten Reste von Pfahlbauten aus dem Neolithikum. Funde von Steinbeilen und Gefäßen beim Ortsteil Glashütte lassen ebenfalls vermuten, dass bereits gegen Ende des dritten Jahrtausends v. Chr. und in der Spätjungsteinzeit in dieser Gegend Menschen gelebt haben. Frühkeltische Grabhügel in der Umgebung von Rothenlachen, die bereits im 19. Jahrhundert ausgegraben wurden, stammen aus der späten Hallstattzeit.
Der Ort lag im Frühmittelalter im Bereich der Goldineshuntare, dann im Gau Ratoldesbuch, später in der Grafschaft Sigmaringen.
Die erste urkundliche Erwähnung erfuhr das Dorf, als der Stauferkönig Philipp von Schwaben die Vogtei Wald für 30 Mark und die Vogtei Hippetsweiler an die Brüder von Fronhofen verkaufte. Dieser undatierte Verkauf muss spätestens im Jahr 1208 stattgefunden haben, denn das war das Todesjahr des Königs. Bald darauf haben die Brüder dann Wald an die Herren von Balbe verkauft, die es wiederum zum Preis von 55 Mark an den kaiserlichen Ministerialen Burkhard von Weckenstein verkauften. Dieser gründete hier im Jahre 1212 für seine beiden Schwestern Judinta und Ita das Kloster Wald.
1783 wurde Wald vorderösterreichische Provinz.
Die Geschichte des Dorfes lief parallel zu der des Klosters. Zur klösterlichen Herrschaft, die unter der Ägide der Reichsabtei Salem stand, zählten bis zu jenem Jahr auch die Orte Walbertsweiler, Kappel, Glashütte, Otterswang, Reischach, Gaisweiler, Weihwang, Tautenbronn, Hippetsweiler, Riedetsweiler, Rothenlachen und Ruhestetten. Bei der Säkularisation aufgrund des Reichsdeputationshauptschlusses wurde das Kloster 1806 aufgelöst und sein Territorium fiel an das Fürstentum Hohenzollern-Sigmaringen. Die klösterliche Gemeinschaft bestand noch bis Anfang der 1850er Jahre, sie lebte von Pensionen des Fürsten.
Unmittelbar nach der Inbesitznahme der Klosterherrschaft Wald durch das Fürstentum Hohenzollern-Sigmaringen wurde in Wald ein fürstliches Oberamt mit Sitz in den Klostergebäuden errichtet. Als das Fürstentum als Hohenzollernsche Lande 1850 an Preußen fiel, wurde das hohenzollerische Oberamt Wald bis zu seiner Aufhebung 1861 preußisch, auch wurde das Dorf Sitz eines eigenen Amtsgerichts, auch im Klostergebäude untergebracht. 1862 wurde das Oberamt dem Oberamt Sigmaringen eingegliedert, das 1925 zum Kreis Sigmaringen wurde.
In der Zeit des Nationalsozialismus befand sich in Wald eines von fünf Lagern des weiblichen Reichsarbeitsdienstes (RAD) im damaligen preußisch-hohenzollerischen Landkreis Sigmaringen. Hierzu wurde ab 1938 ein Teil des Klostergebäudes zur Verfügung gestellt. Nach dem Zweiten Weltkrieg richteten dort die französischen Besatzungstruppen 1945 ein Lager für verschleppte Personen ein.

### Eingemeindungen
Im Zuge der Gemeindegebietsreform in Baden-Württemberg wurden neun umliegende Gemeinden nach Wald eingemeindet. So kamen zum 1. Januar 1971 Hippetsweiler, Riedetsweiler und Rothenlachen zur Gemeinde. Zum 1. Juni 1972 folgte Reischach und zum 1. Januar 1973 das früher badische Sentenhart. Die Reihe der Eingemeindungen wurde am 1. Januar 1975 mit der Eingliederung von Glashütte, Kappel, Ruhestetten und Walbertsweiler abgeschlossen.

## Religion

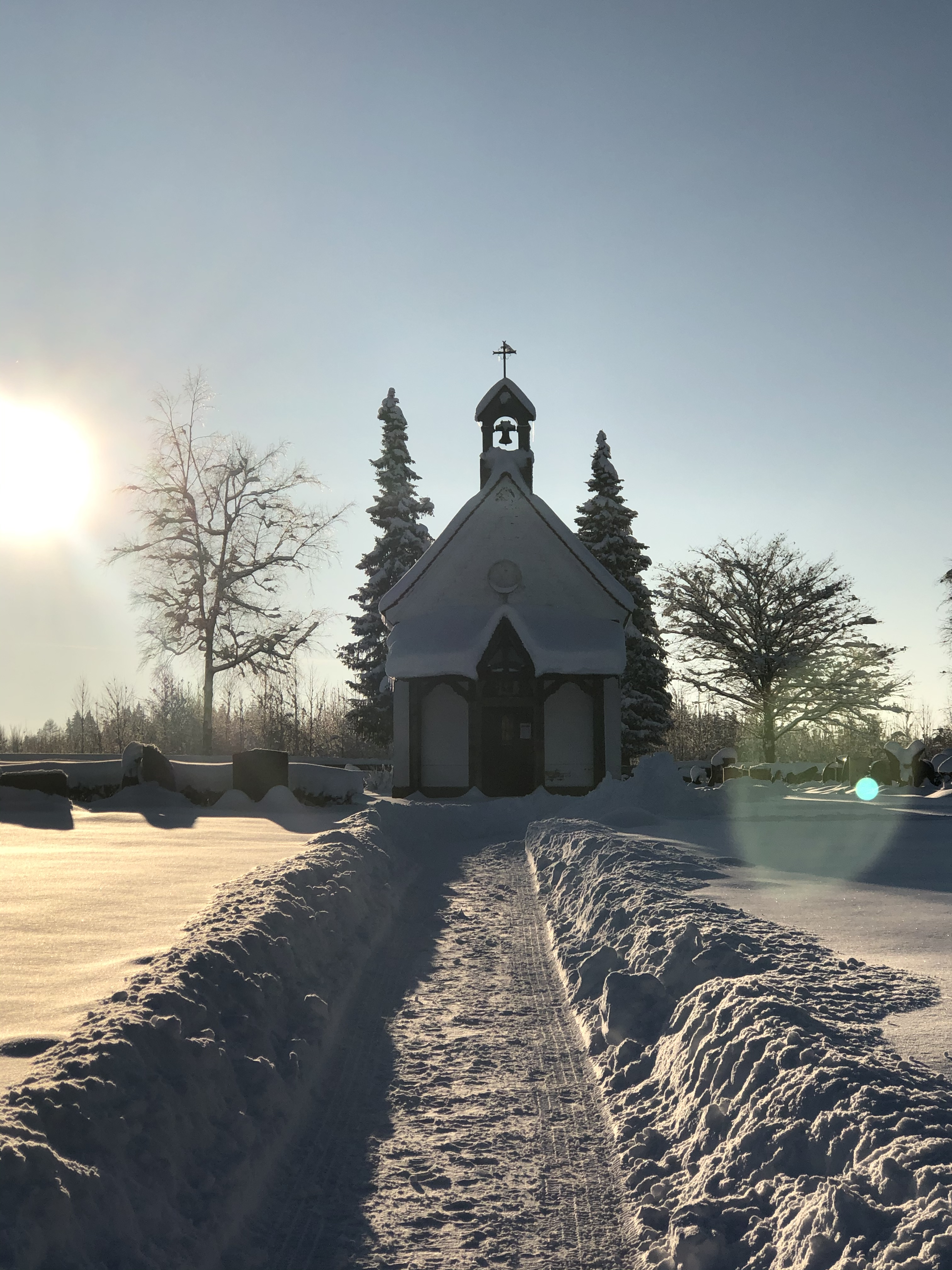
Friedhof Wald

Der Großteil der Bevölkerung der Gemeinde ist römisch-katholisch, wie in allen ehemals zu Hohenzollern gehörenden Orten.
Evangelische Christen in Wald gehören der Evangelischen Kirchengemeinde Ostrach-Wald im Kirchenbezirk Balingen an. Ein Kuriosum, denn zwischen der politischen Gemeinde Wald und Ostrach liegt die Gemeinde Pfullendorf. In der Struktur der Evangelischen Kirchengemeinde spiegelt sich die Zerrissenheit der politischen Landschaft des süddeutschen Raums vor der Gründung des Deutschen Reichs wider. Die freie Reichsstadt Pfullendorf wurde 1805 Baden zugeschlagen und gehört deshalb heute zur Evangelischen Landeskirche in Baden. Die Evangelische Landeskirche in Hohenzollern schloss sich 1950 der Evangelischen Landeskirche in Württemberg an. Die Struktur neuer evangelischer Kirchengemeinden in Oberschwaben in den 1950er-Jahren wie in Ostrach folgte diesem Muster. Bedingt durch die Flüchtlinge aus dem Osten wurde die Zahl der evangelischen Christen in kleinen Gemeinden groß genug, um eigene Kirchengemeinden zu bilden. Ostrach und Wald, historisch zu Hohenzollern gehörend, kamen deshalb als eine Kirchengemeinde zusammen. In Wald gibt es kein eigenes evangelisches Kirchengebäude. Gottesdienst wird im Kapitelsaal der katholischen Klosterkirche St. Bernhard gefeiert.

## Politik

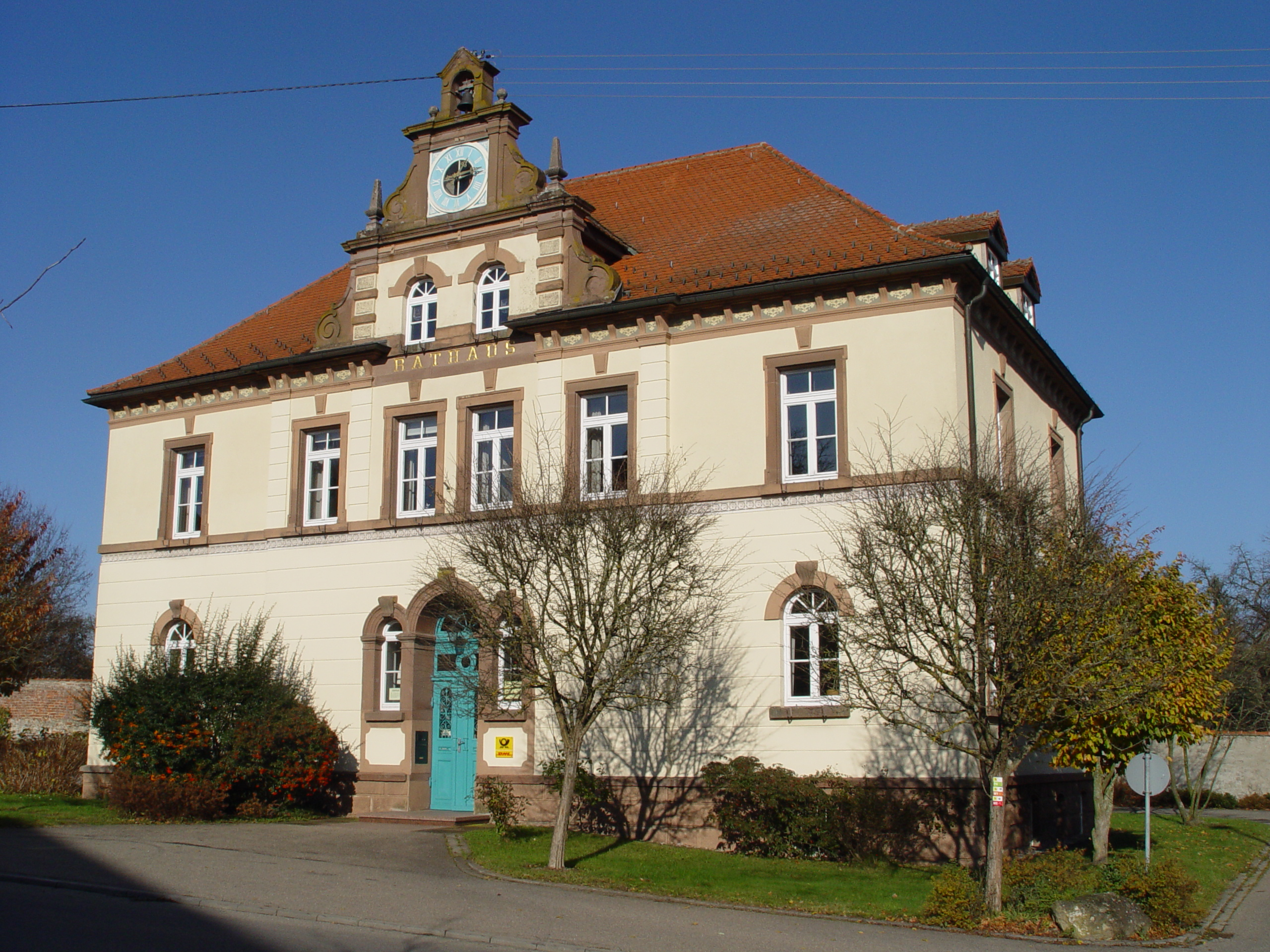
Rathaus von Wald (ehemaliges Schulgebäude)

### Gemeinderat
Der Gemeinderat von Wald umfasst zwölf ehrenamtliche gewählte Mitglieder, deren Amtszeit fünf Jahre beträgt, sowie den Bürgermeister als ebenfalls stimmberechtigten Vorsitzenden. Bis einschließlich 2004 wurde er nach dem Verfahren der unechten Teilortswahl gewählt, die zur Wahl 2009 abgeschafft wurde. Die letzte Wahl am 9. Juni 2024 führte bei einer Wahlbeteiligung von 68,4 Prozent zu folgendem Ergebnis:
| Partei / Liste                                   | Stimmenanteil (2024) | Sitze (2024) | Ergebnis 2019   | Ergebnis 2014   |
| CDU                                              | 37,0 %               | 4            | 32,8 %, 4 Sitze | 37,2 %, 5 Sitze |
| Unabhängige Liste                                | 63,0 %               | 8            | 49,8 %, 6 Sitze | 51,7 %, 7 Sitze |
| Bürgergemeinschaft Freie Wähler/Grüne Initiative | –                    | –            | 17,4 %, 2 Sitze | 11,1 %, 2 Sitze |

Darüber hinaus besteht für die Ortsteile Glashütte/Kappel und Sentenhart jeweils ein eigener Ortschaftsrat.

### Bürgermeister
Bürgermeister der Gemeinde ist seit 1. Juni 2020 Joachim Grüner. Er setzte sich im ersten Wahlgang mit 87,2 % der Stimmen gegen zwei Mitbewerber durch und trat die Nachfolge von Werner Müller an, der davor 27 Jahre lang Bürgermeister gewesen war.
- Georg Koch (Kreiswahlgemeinschaft Sigmaringen-Gammertingen)
- Franz Sales Koch (Hohenzollerischer Bauernbund/ Kampffront Schwarz-weiß-rot)
- bis 1969: Josef Kaiser
- 1969–1993: Arthur Zeh
- 1993–2020: Werner Müller (CDU)
- seit 2020: Joachim Grüner

### Wappen
| Wappen der Gemeinde Wald | Blasonierung: „In gespaltenem Schild vorne in Schwarz ein doppelreihig von Rot und Silber (Weiß) geschachter Schrägbalken (Zisterzienserbalken), hinten in Silber (Weiß) auf grünem Dreiberg eine rote Fenster-Raute (Weck)“ |
| Wappen der Gemeinde Wald | Wappenbegründung: Im ehemaligen Zisterzienserinnenkloster Wald befinden sich mehrere Darstellungen des Ordenswappens mit dem Zisterzienserbalken und des „redenden“ Wappens des Klosterstifters Burkhard von Weckenstein. Beide Schildbilder verband Pater Tutilo von Beuron um 1930 in einem Entwurf, der von der Gemeinde angenommen und vom Landrat in Sigmaringen genehmigt wurde. Da der schwarze Grund des Ordenswappens nach der Farbregel nicht an den roten des Weckensteinschen Wappens stoßen darf, wurden die Farben des letzteren ausgetauscht. Das Landratsamt Sigmaringen hat die Flagge am 6. August 1976 verliehen. |

### Gemeindepartnerschaften
Die Gemeinde Wald unterhält partnerschaftliche Beziehungen zur Gemeinde Wald im Landkreis Cham, Bayern, und zur Gemeinde Wald im Kanton Zürich, in der Schweiz.

## Kultur und Sehenswürdigkeiten
Die Gemeinde Wald bildet zusammen mit der Stadt Pfullendorf und den Gemeinden Illmensee, Ostrach und Wilhelmsdorf die 1999 gegründete Ferienregion „Nördlicher Bodensee“.
Wald ist Zielort des Beuroner Jakobsweges, der in Tübingen beginnt. Das Dorf liegt außerdem an den Ferienstraßen Oberschwäbische Barockstraße und Hohenzollernstraße.

### Bauwerke

#### Sakrale Bauwerke
- Kloster Wald: Das Zisterzienserinnenkloster wurde im Jahre 1212 durch den staufischen Reichsministerialen Burkard von Weckenstein für seine Schwestern Judintha und Ita gegründet, jedoch im Dreißigjährigen Krieg beinahe völlig zerstört. Das heutige Gebäude und die Klosterkirche sind Barockbauten aus der zweiten Hälfte des 17. Jahrhunderts. Heute ist an das Benediktinerinnenkloster der Heiligen Lioba die Heimschule Kloster Wald angeschlossen, die Mädcheninternat, Gymnasium und Lehrwerkstätten vereint. Eine Besichtigung ist deshalb nicht möglich.[13] Der Konventsaal trägt eine Stuckdecke und Deckenfresken.

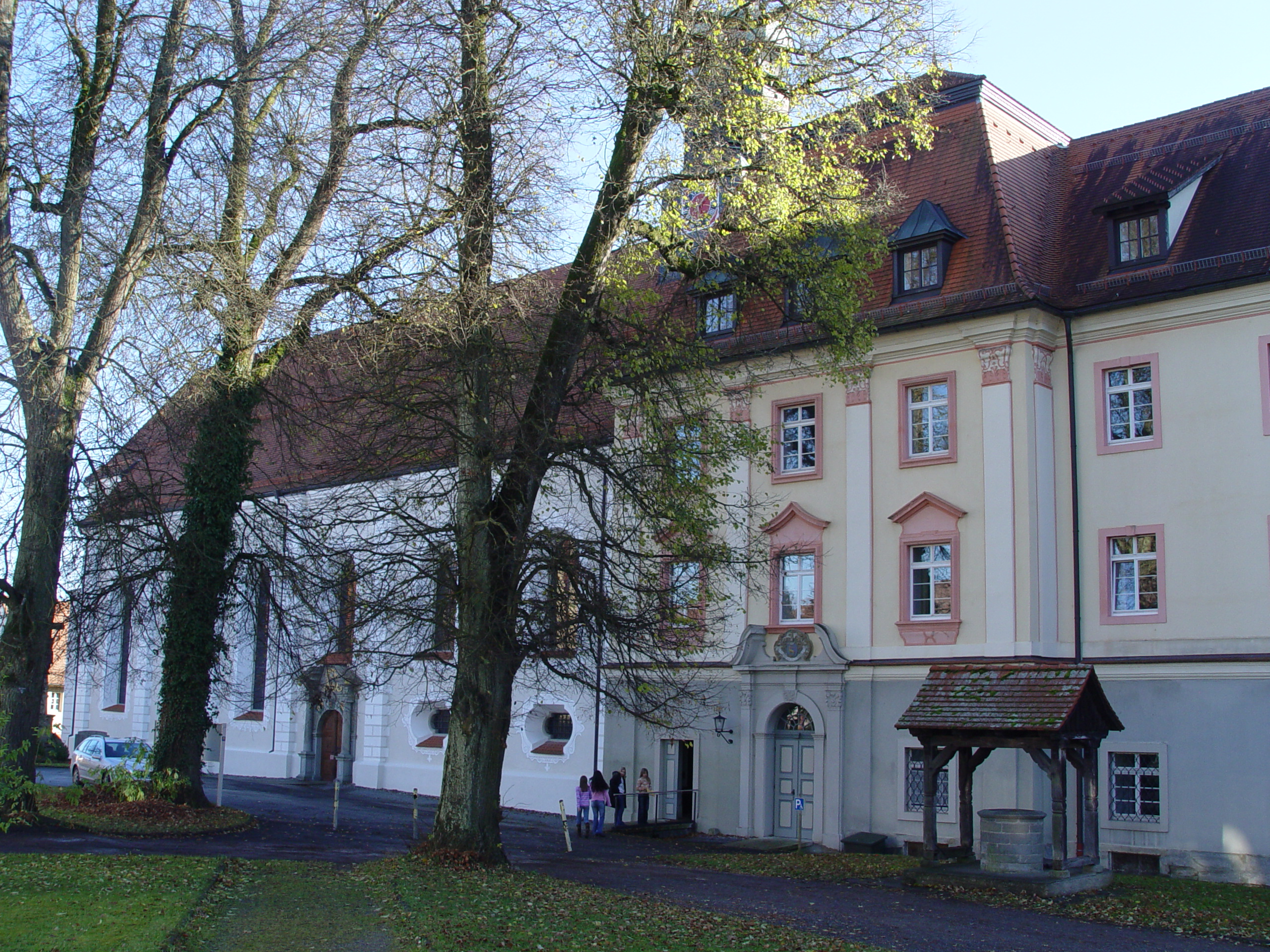
Klosterkirche St. Bernhard

- Pfarrkirche St. Bernhard: Die ehemalige Klosterkirche, die im 13. Jahrhundert als dreischiffige gotische Kirche gebaut wurde, ist 1696 bis 1698 von Vorarlberger Jos Beer als einschiffige Barock-Rokokokirche mit weit in das Schiff hineinreichender Nonnenempore umgestaltet worden. Äbtissin Maria Dioskora von Thurn und Valsassina ließ die Kirche mit dem luftig-leichten Rokoko und dem von Putten umspielten Barockstil ausschmücken.[14] Die Stuckarbeiten sind Ausführungen von Johann Jakob Schwarzmann. Sie kann besichtigt werden.[13]
- Weiterhin gibt es in Wald die Friedhofskapelle und die Wegekapelle mit Kreuzigungsgruppe.
- Im Ortsteil Kappel steht die Kapelle St. Martin aus dem Jahr 1716. Ihr Renaissancealtar ist bereits ins Jahr 1568 zu datieren. Zur Ausstattung gehören weiterhin wertvolle Figuren.
- In Reischach befindet sich die Kapelle St. Agatha aus dem 18. Jahrhundert.
- Die Sentenharter Kirche St. Remigius mit ihrem staffelförmigen Kirchturm dürfte bereits um 1300 als Wehrkirche entstanden sein. Das Kirchenschiff ist ein späterer Neubau.
- Die Kirche St. Gallus in Walbertsweiler ist ein moderner zweckmäßiger Bau mit schlichter Innenausstattung von 1961, errichtet, nachdem der Turm der Vorgängerkirche eingestürzt war.
- Auf Hippetsweiler Gemarkung befinden sich zwei denkmalgeschützte Kapellen: Die Kapelle St. Wolfgang (Pfullendorfer Straße 21) von 1620 (ein verputzter Massivbau mit polygonaler Apsis und Dachreiter)[15] sowie die Mariengedächtniskapelle (Pfullendorfer Straße 49) von 1947 (eine Wegkapelle/Kapellenbildstock an der Landesstraße 212 zwischen Hippetsweiler und Gaisweiler; verputzter Massivbau)[16].
- Weitere Kapellen gibt es in Riedetsweiler (St. Antonius), in Rothenlachen (Marienkapelle), in Glashütte (St. Josef) und in Ruhestetten (Dreifaltigkeitskapelle).
- Feldkreuze: In der Gemeinde Wald sind über 50 Feldkreuze bekannt.

#### Profane Bauwerke

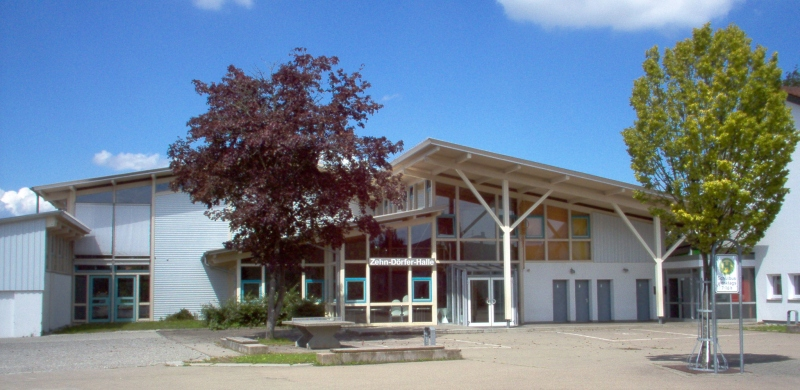
Die Zehn-Dörfer-Halle

- Zehn-Dörfer-Halle: Eine Mehrzweckhalle, die für Festveranstaltungen und Schulsport genutzt wird und in Anlehnung an die Zehn Dörfer, also Wald selbst und die neun Ortsteile, benannt wurde.
- St. Maurus, ehemaliges Hospital und Pilgerhaus des Klosters, später Gasthaus zur Post (Hohenzollernstraße 18). Der auf hohem Sockel zweigeschossige Putzbau mit Mansarddach, datiert auf das Jahr 1790, dient heute als Gästehaus der Heimschule. Auf der Südseite ein Portal mit Pilastern und hölzernem Giebel am Ende einer zweiläufigen Freitreppe, Wappen der Äbtissin Maria Edmunda von Kolb, halbgeteilt und gespalten, Feld 1 (oben rechts): Zisterzienserbalken, Feld 2 (links): in Blau ein naturfarbener wilder Mann mit grünem Laubkranz um Stirn und Hüfte und mit rechts geschulterter Keule, Feld 3 (unten rechts): Stifterwappen, von Weckenstein.

### Natur

#### Weiherwanderweg
In und um Wald bestanden einstmals 14 Fischweiher, die im Zusammenhang mit dem strengen Fastengebot der Zisterzienserinnen im 13. und 14. Jahrhundert angelegt wurden. Alle Walder Weiher waren miteinander verbunden und konnten so reguliert werden. Aus diesen Weihern gewannen die Nonnen die Fische für ihren Lebensunterhalt. Aufgrund der Empfehlung einer vorderösterreichischen Kommission wurden im 18. und 19. Jahrhundert diese Weiher aus (fischerei-)wirtschaftlichen Gründen trockengelegt und in Streuwiesen umgewandelt – lediglich zwei Weiher blieben erhalten. Im Zusammenhang mit dem 800-jährigen Dorfjubläum wurde im Jahr 2008 der fünf Kilometer lange Weiherwanderweg angelegt, der die ehemaligen Weiher in Ortsnähe als Rundweg verbindet. Der Weg führt vom Klosterweiher zum Restwall des Raster Weihers bei der Anneneschstraße und über den Schafbrühlweiher zum früheren Breitenweiher zwischen Langgaß und Süßlöchle.

#### Tanzlinde

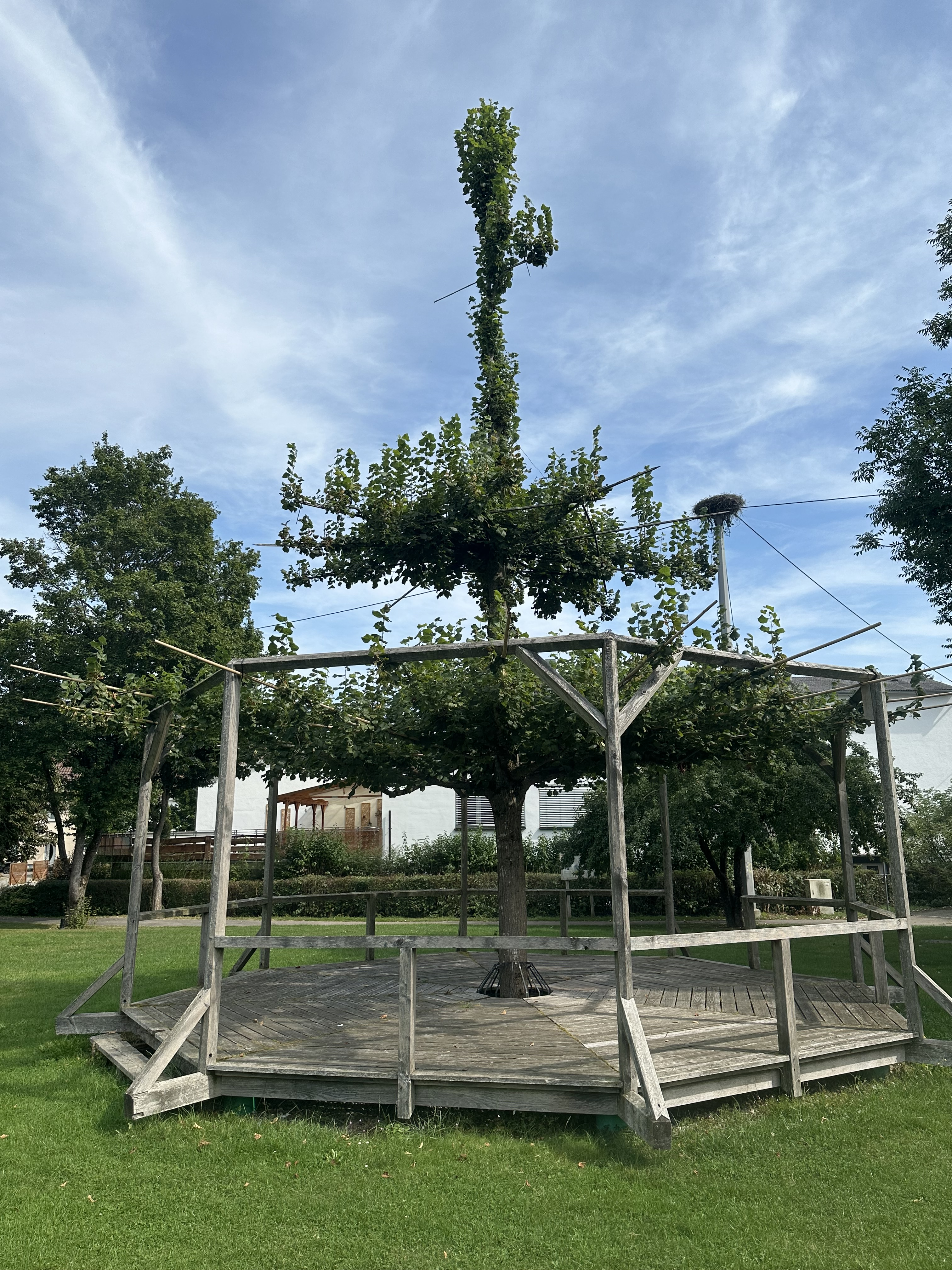
Tanzlinde in Wald (2024)

Am 8. November 2008 wurde auf der Festwiese eine 35 Jahre alte und mehr als sieben Meter hohe Tanzlinde gepflanzt und vom örtlichen Pfarrer gesegnet. Zum Wurzelballen wurde im Jubiläumsjahr „800 Jahre Wald“ eine rostfreie „Geschichtsurne“ mit darin eingeschlossenen Ereignissen aus der Geschichte der Gemeinde eingegraben und eine Informationstafel zur deutschlandweiten Geschichte von Tanzlinden enthüllt. Bis diese Tanzlinde betanzbar sei, können bei guter Pflege der den Tanzboden tragenden Äste gut 50 Jahre ins Land gehen. Zu Klosterzeiten gab es in Wald eine Gerichtslinde zum Fällen von Strafen, sie ist im Klosterplan von 1680 festgehalten.

### Sport
Im Winter wird für den Skilanglauf auf dem Gemeindegebiet die rund fünf Kilometer lange Walder Loipe präpariert. Sie verläuft über die Sägewiesen zum Friedhof, vorabei am Riedle zum Sportplatz Walbertsweiler und in einer großen Schleife am Wald entlang wieder zurück zum Friedhof. Einstiegstellen sind am Sägeweg, am Friedhof (Parkmöglichkeit), im Riedle und beim Sportplatz in Walbertsweiler (Parkmöglichkeit). Über Bäche und Gräben werden kleine Brücken gelegt.

## Wirtschaft und Infrastruktur

### Verkehr
Der öffentliche Nahverkehr wird durch den Verkehrsverbund Neckar-Alb-Donau (NALDO) gewährleistet. Die Gemeinde befindet sich in der Wabe 448. Durch die Gemeinde führen die L 195 und die L 212.

### Fernwanderweg
Die Stadt ist Zwischenziel der Via Beuronensis, einem Abschnitt des Jakobswegs nach Spanien.

### Bioenergiedorf
Wald beteiligt sich an der Initiative Bioenergiedorf.

## Persönlichkeiten

### Ehrenbürger
- Josef Kaiser, Altbürgermeisters von Wald, wurde im Juni 1969 zum Ehrenbürger ernannt.
- Theodor Zeller (* 12. Juli 1917 im Walder Ortsteil Riedetsweiler; † 2. Mai 2014 in Wald)[23], Professor und Pfarrer, beim Goldenen Priesterjubiläum im Juni 1998 wurden ihm die Ehrenbürgerrechte von Wald durch Bürgermeister Werner Müller verliehen.
- Sr. Wiltrud Müller, OSB, langjährige Oberin des Klosters der Schwestern der Heiligen Lioba. Anlässlich ihrer goldenen Ordensprofess im Jahr 1998 wurde ihr das Ehrenbürgerrecht für ihre Verdienste bei der Generalsanierung des Klosters verliehen.
- Frieder Grupp, langjähriger Rektor der Nachbarschaftshaupt- und Werkrealschule Wald. Er war jahrzehntelang stellvertretender Bürgermeister und Kreisrat und erwarb sich Verdienste bei der Schaffung der Gemeinde Wald bei der Gemeindereform. Außerdem war er langjähriger Vorsitzender des TSV Wald und ist Träger des Bundesverdienstkreuzes.

### Söhne und Töchter der Gemeinde
- Karl von Baratti (1790–1863), hohenzollerischer und preußischer Verwaltungsbeamter

### Persönlichkeiten, die vor Ort gewirkt haben
- Schwester Oberin Sophia von Koschoubey OSB (1899–1979), Gründerin der Heimschule Kloster Wald, ab 1979 Trägerin der Verdienstmedaille des Landes Baden-Württemberg
- Schwester Michaele Csordás OSB (1931–2021), Konventsoberin in Kloster Wald, seit 2009 Trägerin der Verdienstmedaille des Landes Baden-Württemberg, Schulleiterin, Leiterin der Lehrwerkstätten.[24]